# Madoc (Ontario)
Madoc to gmina (ang. township) w Kanadzie, w prowincji Ontario, w hrabstwie Hastings.
Powierzchnia Madoc to 269,98 km².
Według danych spisu powszechnego z roku 2001 Madoc liczy 2044 mieszkańców (7,57 os./km²).